# Mina morska UC/200
Mina morska UC/200 – niemiecka kontaktowa mina morska z czasów I wojny światowej przeznaczona dla podwodnych stawiaczy min niemieckiej marynarki wojennej. UC/200 została opracowana jako następca skonstruowanej do połowy roku 1915 miny UC/120 i przeznaczona była dla niemal pionowych zrzutni minowych jednostek typu UC II, a później także UC III. Miny tego typu, z ładunkiem wybuchowym o masie 200 kg, pływały na głębokości do 20 metrów, z całkowitym zanurzeniem 100 metrów.